# Nippon Crown
Nippon Crown Co., Ltd. (яп. 日本クラウン株式会社 Ниппон Кураун кабусики-гайся) — японский лейбл звукозаписи, основанный 6 сентября 1963 года. Лейбл являлся собственностью «Nippon Columbia», но в настоящее время выкуплен производителем оборудования для караоке Daiichi Kosho.

## Исполнители
- Band-Maid
- Gackt
- Hanaboy
- Kimeru
- Metis
- mizca
- Сабуро Китадзима
- Мао Дэнда (в прошлом был аффилирован с Universal Music Group)
- Томоми Касай (участница группы AKB48)
- Со Ин Гук
- Nightmare
- Мая Сакура

## Примечание
- discogs.com. Accessed 2007 May 28.